# 婚約生
『婚約生』（こんやくせい）は、岩ちかによる日本の漫画作品。
『マーガレット』2015年7号から9号で開催された、読者が続きを読みたい作品に投票する「新連載はこれがイイネ!チャレンジ!!」企画にエントリーされ、読者の支持を得て連載の権利を獲得し同年13号から2016年8号まで連載された。単行本全3巻。

## あらすじ
交通事故で両親を亡くし、悲しみに暮れる高校1年生の花岡紗愛（さち）は、アパートの大家・西園寺幸一からプロポーズを受ける。家賃や学費・生活費を始めとする金銭面の問題を抱える紗愛と、事業を手がけており、家事などの生活面が疎かになりがちな幸一の利害が一致した形だ。恋人未満の2人の夫婦生活は少しずつ色鮮やかに変化していく。

## 登場人物
花岡 紗愛（はなおか さち）
高校1年生。16歳。両親が交通事故で亡くなり、家賃や学費、生活費の捻出に困っていたところ、それらを支払ってもらう代わりに家事全般を受ける約束で、アパートの大家・幸一からプロポーズを受ける。利害一致による結婚であるが、幸一と暮らし始めてからはドキドキすることも多くなる。
西園寺 幸一
高校3年生。18歳。紗愛のアパートの大家。不動産会社の御曹司で、自らも事業を手がける実業家。効率を何よりも重視する性格で、他人の思いやりなどには鈍感、オムライスにケチャップで文字や絵を描くことにも懐疑的だったが、紗愛と暮らし始めてからは、徐々に紗愛の気持ちを汲み取るようになる。
福田
幸一のアパートの2階の住人。既婚女性。子供の声は騒音だとして幸一が苦情を申し入れたこともあるが、紗愛が庭に花を植えたり、子供の遊び相手をするようになってからはなくなった。
真田 寿志（さなだ ひさし）
紗愛のクラスの委員長。瑞穂の命令で幸一に女の影がないかを調べまわっていた。
伊集院 瑞穂
百貨店を経営する一族の孫娘で、幸一の祖父が幸一と結婚させようとしている女性。ファッションブランドやネイルサロンを手がける女子高生実業家でもあるため、幸一に相応しい相手だと自覚している。気に食わないことがあると周りの物を壊す破壊癖があるため、幸一からは好かれていない。

## 書誌情報
- 岩ちか 『婚約生』 集英社 〈マーガレットコミックス〉、全3巻
  1. 2015年9月25日発売[6][7]、『マーガレット』2015年7号[5]、13号[1][2] - 15号、17号 - 18号、ISBN 978-4-08-845446-7
  2. 2015年12月25日発売[8]、『マーガレット』2015年19号 - 24号、ISBN 978-4-08-845496-2
    - さよならかくし[9]（『マーガレット』2013年8号別冊ふろく『NEXT HIT STORY』）

  3. 2016年4月25日発売[10]、『マーガレット』2016年1号 - 8号[3][4]、ISBN 978-4-08-845552-5